# 고태용
고태용(1981년 7월 28일 ~ )은 대한민국의 패션 디자이너이다. 비욘드 클로젯의 대표자이다. 

## 작품

### 텔레비전
- 《탑 디자이너 2013》 (2013)
- 《패션왕 코리아 2》 (2014)
- 《THE 프렌즈 in 타이완》 (2014)
- 《패션왕 비밀의 상자》 (2015)

### 서적
- 《세상은 나를 꺾을 수 없다》 (2016, ISBN 9791157527366)

## 수상 및 후보
- 2013년 헤럴드 동아TV 라이프스타일 어워드 올해의 디자이너상
- 2012년 CFDK 어워즈 올해의 신인 디자이너상 남성복부문